# Amalia Riégo
Amalia Riégo (Karlskrona, 26 maart 1850 – Nice, 27 december 1926) was een Zweeds operzangeres. Haar stemvoering was sopraan.
Wilhelmina Amalia Riégo is van Spaans-Duits-Noorse komaf:
- haar vader Johan Joseph Riégo, afkomstig uit Mannheim, was circusdirecteur en koorddanser
- haar moeder Anna Johanne Stiegler was afkomstig uit Bergen
- haar boer John Isak Riégo was acteur

Verder had ze nog zes broers en zussen.
Amalia Riégo kreeg muziekonderwijs van Isak Albert Berg en Jenny Lind. Ze debuteerde in 1872 in de Koninklijke Opera in Stockholm in de rol Alice in Robert. In 1890 vertrok ze naar de Verenigde Staten en richtte daar een zanginstituut op. Ze belandde uiteindelijk in Nice, waar ze op 76-jarige leeftijd stierf.
Enkele optredens:
- 11 september 1873: Christiania Theater in Oslo met opera-aria's
- 10 april 1875: concert met Agathe Backer-Grøndahl in Stockholm, waar ze onder meer Gutten og Huldren van Otto Winter-Hjelm zong